# Setanta-vuit
El setanta-vuit és un nombre natural que segueix el setanta-set i precedeix el setanta-nou. S'escriu 78 o LXXVIII segons el sistema de numeració emprat.

## En altres dominis
- És el nombre atòmic del platí.
- Designa l'any 78 i el 78 aC.
- 78 és el nombre del departament francès d'Yvelines.[cal citació]
- És un nombre d'Erdős-Woods.[1]